# Слънчево изгаряне
Слънчевото изгаряне е изгаряне на тъканта, поради излагане на ултравиолетови лъчи, обикновено от Слънцето. Обичайните симптоми при хора и животни са зачервена болезнена кожа, която е топла на допир, обща умора и слаба замаяност. Излагането на Слънце при по-малки количества ултравиолетова радиация произвежда не червенина, а слънчев тен.
Прекомерното излагане на ултравиолетови лъчи може да бъде животозастрашаващо в крайни случаи. Именно то е водещата причина за появата на доброкачествени кожни тумори.
Слънчевото изгаряне е възпалителен отговор в тъканта, който се задейства от прякото увреждане на ДНК от ултравиолетовите лъчи. Когато клетъчната ДНК се увреди прекалено много от облъчването, се задейства клетъчна смърт тип I, а тъканта започва да се заменя. Повечето слънчеви изгаряния се класифицират като повърхностни или като такива от първа степен.
Защитните мерки включват употребата на слънцезащитен крем или слънцезащитни дрехи. Някои демографски групи, като например децата, са особено податливи на слънчеви изгаряния и следва да се вземат защитни мерки за тях, за да се предотвратят увреждания.
Слънчевото изгаряне може да настъпи за по-малко от 15 минути или дори за секунди, ако кожата е изложена на друг източник на интензивно ултравиолетово излъчване (например заваръчни дъги). Въпреки това, пораженията често не се забелязват веднага. Кожата може да почервенее още след половин час, но обикновено ѝ отнема 2 – 6 часа. Болката обикновено е най-голяма след 6 – 48 часа. Изгарянето продължава да се развива през следващите 1 – 3 дни, като е възможно след 3 – 8 дни кожата да почне да се отлепя. Отлепянето и сърбежът могат да продължат повече от седмица.